# 三姓神話
三姓神話是古朝鲜济州岛上的耽罗建国的神话，发源于岛上的三姓穴.
传说来源于三个不同的地方姓“高乙那”、“良乙那”、“夫乙那”的神人来到济州岛，分别与卵生神话相关的人物结合，后来开创了济州岛上的耽罗。

## 高麗史57卷
初無人、三神人從地聳出其主山北麓有穴曰毛興、是其地也。長曰良乙那、次曰高乙那、三曰夫乙那、三人遊獵荒僻、皮衣肉食。一日、見紫泥封蔵木函、浮至東海濱、就而開之、函內又有石函。有一紅帶紫衣使者、隨來開函、有青衣處女三人及諸駒犢五穀種、乃曰：「我是日本國使也、吾王生此三女、云西海中嶽降神子三人、將欲開國而無配匹、於是命臣侍三女而來、宜作配以成大業。」使者忽乘雲而去、三人以年次分娶之。就泉甘土肥處射矢卜地、良乙那所居曰第一都、高乙那所居曰第二都、夫乙那所居曰第三都、始播五穀且牧駒犢、日就富庶。十五代孫高厚、高淸、高季昆弟三人、造船渡海、泊于耽津、蓋新羅盛時也。于時客星見南方、太史奏曰：「異國人來朝之象也。」及厚等至、王嘉之、稱厚曰星主、以其動星象也。令淸出袴下、愛如己子、稱曰王子。又稱其季曰都內。邑號曰耽羅、以初來泊耽津而朝新羅也。各賜寶蓋・衣帶而遣之、自此子孫蕃盛、敬事新羅。以高爲星主、良爲王子、夫爲徒上。其後服事百濟、除星主・王子之號、以其爲佐平使者、爲恩率。及羅濟亡、耽羅國主見太子未老、朝高麗太祖、因賜星主・王子爵瑞山。

## 外部連結
- 韩国和朝鲜神话研究比较